# Boechera canadensis
Boechera canadensis är en korsblommig växtart som först beskrevs av Carl von Linné, och fick sitt nu gällande namn av Al-shehbaz. Boechera canadensis ingår i släktet indiantravar, och familjen korsblommiga växter. Inga underarter finns listade i Catalogue of Life.